# DVTK Jegesmedvék
A DVTK Jegesmedvék (2015-ig Miskolci Jegesmedvék) miskolci székhelyű magyar jégkorongcsapat, az Erste Ligában szerepel, 3 éven keresztül a 2020-2021-es szezonig szlovák Extraligában szerepelt. 1997-től a Miskolc Városi Sportiskolával együttműködve minden korosztályban indítanak csapatot az utánpótlás bajnokságban. 2007-ben létrejött a sportegyesület női szakosztálya.

## Története

### Miskolci Kinizsi (1978–1990)
A miskolci jégkorong története 1978-ban kezdődött, amikor városi összefogással elkészült az első műjégpálya a Népkertben. Ugyanebben az évben alakult meg a Miskolci Kinizsi Sportegyesület jégkorongszakosztálya. Alapítója Dr. Lukács György volt, aki edzőként, vezetőként vitte a hátán a sportágat. A Magyar Jégkorong Szövetség örömmel fogadta a szakosztály létrejöttét, és a csapatot az újonnan alakult országos bajnokság második vonalába sorolta be. 1985-ben indult először a csapat az első osztályban. Az 1986/87-es szezonban a Magyar Jégkorong Szövetség engedélyezte hét külföldi játékos leigazolását, akik közül mérkőzésenként egyszerre öten játszhattak. A hazai játékosokkal együtt olyan gárdát alkottak, amely sikeresen vette fel a harcot a fővárosi nagy csapatokkal is. A népkerti pálya lelátója a mérkőzésekre rendszerint megtelt. Ezekre az évekre vezethető vissza a tervszerű utánpótlás-nevelés beindítása. A financiális problémákkal küszködő egyesület csapata az 1989/90-es szezont még végigjátszotta, de 1990-ben megszűnt a Miskolci Kinizsi Sportegyesület jégkorongszakosztálya.

### Miskolci Hoki Club (1990–1994)
1990-ben alakult meg a Miskolci Hoki Club, és a csapat szép sikereket ért el. A Magyar Jégkorong Szövetség döntése alapján a Magyar Kupa döntőjét 1993. január 30-án Miskolc rendezte. A résztvevők a Jászberényi Lehel HC és a Miskolci HC együttesei voltak. A vendégcsapat 6–3 arányban győzedelmeskedett. Az MHC elnöksége 1994 tavaszán az egyesületet megszüntette.

### Miskolci Jegesmedvék (1994-től 2015-ig)
1994. március 16-án kelt alapító okirattal és a BAZ megyei Bíróság 1994. április 8-ai jogerős végzésével alakult meg a dr. Puskás Gábor elnök vezette Miskolci Jegesmedve Jégkorong Sportegyesület. Kezdetben Puskás Gábornak és társainak szinte megoldhatatlan feladatot jelentett a versenyeztetés az új klub katasztrofális anyagi helyzete miatt. Támogatók nem lévén, önkormányzati szerepvállalás nélkül, az első szezont komoly nehézségek árán sikerült befejezni. A dolgozók társadalmi munkában végezték feladataikat. Sem az elnök, sem az elnökség tagjai, de az edző és a technikai vezető sem kapott munkájáért anyagi ellenszolgáltatást. Az elnök és társai célul tűzték ki, hogy a tervszerű utánpótlás nevelés alapján 5–10 év távlatában első osztályú felnőtt csapata legyen az egyesületnek és a városnak. 1996-ra került olyan helyzetbe az egyesület, hogy a magyar bajnokság második vonalában a felnőtt csapat elindulhatott.
1996/97-ben az OB II. harmadik helyét, 1997/98-ban a másodosztályú bajnokság harmadik helyét, majd a következő szezonban ismét bronzérmet szerzett a csapat. Az 1997/98-as szezonra eljutottak oda, hogy minden korosztályban tudtak csapatot indítani a magyar bajnokságban. Ez rajtuk kívül csak a Ferencvárosnak és az Alba Volánnak sikerült. Az 1999/2000-es felnőtt bajnoki évben a csapat elnyerte „A bajnokság legsportszerűbb csapata” kitüntető címet és a vele járó díszes serleget.
A 2001-ben megrendezett Magyar Kupán bronzérmet szereztek a „Macik”. A 2002–2003-as bajnokságban a tabella negyedik helyét sikerült megszerezniük. 2005-ben az egyesület új elnöke Egri István lett. Az ezt követő évek során a csapatnak nem sikerült az ötödiknél jobb helyezést elérnie. Nem sikerült magasabb helyre kerülniük a 2008–2009-es szezonban sem, amikor ugyancsak az ötödik helyen végeztek, ám az előző szezonokhoz képest nagy előrelépést jelentett, hogy mérkőzéseikre egyre több szurkoló látogatott ki.
A 2009-ben megrendezett Magyar Kupa négyes döntőjében a harmadik helyet sikerült kiharcolniuk.
Az egyesület a 2011/12-es MOL Liga kiírásában története legnagyobb sikerét aratva bejutott a rájátszás döntőjébe, ahol alulmaradtak a Dab Docler Dunaújvárossal szemben, 4–0-s összesített eredménnyel a második helyen zártak.
A Jegesmedvék a 2014/2015-ös szezonban érték el legnagyobb sikerüket, három aranyat nyertek. Amelyik versenysorozatban elindultak, azt meg is nyerték: első helyen végeztek a bajnokságban, a MOL Ligában, és megnyerték a Magyar Kupát is. Ezek a sikerek a miskolci jégkorong sportot az ország legjobb csapatai közé emelték. Ez tette lehetővé, hogy a következő években további bajnoki címeket szerezzenek és kijussanak az európai színtérre.

### DVTK Jegesmedvék (2015– )
A 2015/16-os szezontól az egyesület már új néven kezdte meg szereplését: DVTK Jegesmedvék lett az új név, köszönhető annak a megegyezésnek, ami alapján új tulajdonosi háttér állt a klub mögé. A 2015. július 23-án aláírt szerződés értelmében a tulajdonosi kör a Miskolci Jegesmedve Jégkorong Egyesületen (51%) kívül 24,5–24,5 százalékos üzletrésszel rendelkezik, még a DVTK NB I-es labdarúgócsapatának többségi tulajdonosa, a Borsodport Invest Kft. és a miskolci önkormányzat vagyonkezelő cége, a Miskolc Holding Zrt.. Ez a sportvállalkozás működteti a felnőtt csapatot, amely a magyar első osztályú bajnokságban szerepel, ahol a MOL Liga következő két kiírásában egyaránt bajnoki címet szerzett. A bajnoki címek jogosulttá tették a klubot, hogy elindulhasson az európai szintű nemzetközi bajnokságban, a Kontinentális Kupában, ahol 2018-ban a legjobb nyolc közé jutott. Az egyesület, amely többségi tulajdonosa a felnőtt csapatot működtető társaságnak, az utánpótlás sportolók versenyeztetését végzi, elnöke Egri István.
2018-ban a csapat elnyerte a Miskolc városa által adományozott „Az év sportolója” díjat. A 2018/19-es szezontól a felnőtt csapat a szlovák Extraligában szerepel, és az első évben a 8. helyet szerezte meg.
A 2021-22-es szezont az Erste Ligába visszatérve folytatta.

## Szezonok

### Erste Liga
| Alapszakasz | Alapszakasz | Alapszakasz | Alapszakasz | Alapszakasz | Alapszakasz | Alapszakasz | Alapszakasz | Alapszakasz | Rájátszás     | Rájátszás     |
| Szezon      | LM          | GY          | GY.H.       | V. H.       | V           | G           | P           | Helyezés    | Elődöntő      | Döntő         |
| ----------- | ----------- | ----------- | ----------- | ----------- | ----------- | ----------- | ----------- | ----------- | ------------- | ------------- |
| 2008–09     | 36          | 3           | 1           | 2           | 30          | 71-193      | 13          | 9.          | Nem jutott be | Nem jutott be |
| 2009–10     | 24          | 4           | 2           | 3           | 15          | 73-102      | 19          | 6.          | Nem jutott be | Nem jutott be |

| Alapszakasz | Alapszakasz | Alapszakasz | Alapszakasz | Alapszakasz | Alapszakasz | Alapszakasz | Alapszakasz | Alapszakasz |                                             | Rájátszás                              | Rájátszás                        |
| Szezon      | LM          | GY          | GY.H.       | V. H.       | V           | G           | P           | Helyezés    | Negyeddöntő                                 | Elődöntő                               | Döntő                            |
| ----------- | ----------- | ----------- | ----------- | ----------- | ----------- | ----------- | ----------- | ----------- | ------------------------------------------- | -------------------------------------- | -------------------------------- |
| 2010–11     | 32          | 19          | 3           | 3           | 7           | 163-96      | 66          | 3.          | Győzelem a SCM Fenestela Braşov ellen (3-1) | Vereség a Dab.Docler ellen (0-3)       | -                                |
| 2011–12     | 35          | 16          | 2           | 2           | 15          | 131-102     | 54          | 4.          | Győzelem a Ferencvárosi TC ellen (2-0)      | Győzelem a HSC Csíkszereda ellen (3-2) | Vereség a Dab.Docler ellen (0-4) |

| Alapszakasz | Alapszakasz | Alapszakasz | Alapszakasz | Alapszakasz | Alapszakasz | Alapszakasz | Alapszakasz | Alapszakasz | Rájátszás                           | Rájátszás |
| Szezon      | LM          | GY          | GY.H.       | V. H.       | V           | G           | P           | Helyezés    | Elődöntő                            | Döntő     |
| ----------- | ----------- | ----------- | ----------- | ----------- | ----------- | ----------- | ----------- | ----------- | ----------------------------------- | --------- |
| 2012–13     | 48          | 27          | 3           | 4           | 14          | 210-135     | 91          | 2.          | Vereség a Dab.Docler ellen (1-3)    | -         |
| 2013–14     | 48          | 21          | 7           | 4           | 16          | 166-131     | 81          | 4.          | Vereség a HC Nové Zámky ellen (1-3) | -         |

| Alapszakasz | Alapszakasz | Alapszakasz | Alapszakasz | Alapszakasz | Alapszakasz | Alapszakasz | Alapszakasz | Alapszakasz | Rájátszás                              | Rájátszás                            | Rájátszás                            |
| Szezon      | LM          | GY          | GY.H.       | V. H.       | V           | G           | P           | Helyezés    | Negyeddöntő                            | Elődöntő                             | Döntő                                |
| ----------- | ----------- | ----------- | ----------- | ----------- | ----------- | ----------- | ----------- | ----------- | -------------------------------------- | ------------------------------------ | ------------------------------------ |
| 2014–15     | 42          | 24          | 7           | 3           | 8           | 178-88      | 89          | 1.          |                                        | Győzelem a Corona Brasov ellen (4-0) | Győzelem a HC Nové Zámky ellen (4-0) |
| 2015–16     | 48          | 33          | 8           | 2           | 5           | 220-120     | 117         | 1.          |                                        | Győzelem a DEAC ellen (4-0)          | Győzelem a MAC Újbuda ellen (4-0)    |
| 2016–17     | 40          | 29          | 3           | 2           | 6           | 187-87      | 95          | 1.          | Győzelem a Ferencvárosi TC ellen (4-3) | Győzelem az Újpesti TE ellen (4-1)   | Győzelem a MAC Újbuda ellen (4-1)    |

| Alapszakasz | Alapszakasz | Alapszakasz | Alapszakasz | Alapszakasz | Alapszakasz | Alapszakasz | Alapszakasz | Alapszakasz | Felsőház | Felsőház | Felsőház | Felsőház | Felsőház | Felsőház | Felsőház | Felsőház | Rájátszás                     | Rájátszás                             | Rájátszás                        |
| Szezon      | LM          | GY          | GY.H.       | V. H.       | V           | G           | P           | Helyezés    | LM       | GY       | GY.H.    | V. H.    | V        | G        | P        | Helyezés | Negyeddöntő                   | Elődöntő                              | Döntő                            |
| ----------- | ----------- | ----------- | ----------- | ----------- | ----------- | ----------- | ----------- | ----------- | -------- | -------- | -------- | -------- | -------- | -------- | -------- | -------- | ----------------------------- | ------------------------------------- | -------------------------------- |
| 2017–18     | 32          | 24          | 3           | 3           | 2           | 124-56      | 81          | 1.          | 6        | 4        | 0        | 0        | 2        | 28-15    | 16       | 2.       | Győzelem a FEHA19 ellen (4-0) | Győzelem a HC Csíkszereda ellen (4-1) | Vereség a MAC Újbuda ellen (1-4) |

| Alapszakasz | Alapszakasz | Alapszakasz | Alapszakasz | Alapszakasz | Alapszakasz | Alapszakasz | Alapszakasz | Alapszakasz | Rájátszás                           | Rájátszás                             | Rájátszás | Rájátszás |
| Szezon      | LM          | GY          | GY.H.       | V. H.       | V           | G           | P           | Helyezés    | Nyolcaddöntő                        | Negyeddöntő                           | Elődöntő  | Döntő     |
| ----------- | ----------- | ----------- | ----------- | ----------- | ----------- | ----------- | ----------- | ----------- | ----------------------------------- | ------------------------------------- | --------- | --------- |
| 2021–22     | 40          | 13          | 2           | 4           | 21          | 133-136     | 47          | 8.          | Győzelem az Győr ETO HC ellen (3-1) | Vereség a Ferencvárosi TC ellen (1-4) | -         | -         |

| Alapszakasz | Alapszakasz | Alapszakasz | Alapszakasz | Alapszakasz | Alapszakasz | Alapszakasz | Alapszakasz | Alapszakasz | Rájátszás                                | Rájátszás | Rájátszás |
| Szezon      | LM          | GY          | GY.H.       | V. H.       | V           | G           | P           | Helyezés    | Negyeddöntő                              | Elődöntő  | Döntő     |
| ----------- | ----------- | ----------- | ----------- | ----------- | ----------- | ----------- | ----------- | ----------- | ---------------------------------------- | --------- | --------- |
| 2022–23     | 36          | 19          | 4           | 2           | 11          | 120-95      | 67          | 3.          | Vereség a Ferencvárosi TC ellen (2-4)    | -         | -         |
| 2023–24     | 44          | 17          | 7           | 3           | 17          | 139-140     | 68          | 7.          | Vereség a Corona Brasov ellen (2-4)      | -         | -         |
| 2024–25     | 36          | 12          | 3           | 6           | 15          | 94:104      | 48          | 7.          | Vereség a Gyergyói Hoki Klub ellen (1-4) | -         | -         |

### Szlovák Extraliga
| Alapszakasz | Alapszakasz | Alapszakasz | Alapszakasz | Alapszakasz | Alapszakasz | Alapszakasz | Alapszakasz | Alapszakasz | Rájátszás                        | Rájátszás                        | Rájátszás                        | Rájátszás                        | Rájátszás   | Rájátszás | Rájátszás |
| Szezon      | LM          | GY          | GY.H.       | V. H.       | V           | G           | P           | Helyezés    | Nyolcaddöntő                     | Nyolcaddöntő                     | Nyolcaddöntő                     | Nyolcaddöntő                     | Negyeddöntő | Elődöntő  | Döntő     |
| ----------- | ----------- | ----------- | ----------- | ----------- | ----------- | ----------- | ----------- | ----------- | -------------------------------- | -------------------------------- | -------------------------------- | -------------------------------- | ----------- | --------- | --------- |
| 2018–19     | 57          | 22          | 6           | 9           | 20          | 147-151     | 87          | 8.          | Vereség a MAC Újbuda ellen (0-3) | Vereség a MAC Újbuda ellen (0-3) | Vereség a MAC Újbuda ellen (0-3) | Vereség a MAC Újbuda ellen (0-3) | -           | -         | -         |

| Alapszakasz | Alapszakasz | Alapszakasz | Alapszakasz | Alapszakasz | Alapszakasz | Alapszakasz | Alapszakasz | Alapszakasz | Alsóház | Alsóház | Alsóház | Alsóház | Alsóház | Alsóház | Alsóház | Alsóház  |
| Szezon      | LM          | GY          | GY.H.       | V. H.       | V           | G           | P           | Helyezés    | LM      | GY      | GY.H.   | V. H.   | V       | G       | P       | Helyezés |
| ----------- | ----------- | ----------- | ----------- | ----------- | ----------- | ----------- | ----------- | ----------- | ------- | ------- | ------- | ------- | ------- | ------- | ------- | -------- |
| 2019–20     | 48          | 17          | 5           | 3           | 23          | 127-143     | 64          | 9.          | 55      | 20      | 7       | 3       | 25      | 148-158 | 77      | 9.       |

| Alapszakasz | Alapszakasz | Alapszakasz | Alapszakasz | Alapszakasz | Alapszakasz | Alapszakasz | Alapszakasz | Alapszakasz | Rájátszás                   | Rájátszás                   | Rájátszás                   | Rájátszás                   |
| Szezon      | LM          | GY          | GY.H.       | V. H.       | V           | G           | P           | Helyezés    | Nyolcaddöntő                | Negyeddöntő                 | Elődöntő                    | Döntő                       |
| ----------- | ----------- | ----------- | ----------- | ----------- | ----------- | ----------- | ----------- | ----------- | --------------------------- | --------------------------- | --------------------------- | --------------------------- |
| 2020–21     | 50          | 11          | 3           | 8           | 28          | 118-181     | 47          | 11.         | Nem jutott be a rájátszásba | Nem jutott be a rájátszásba | Nem jutott be a rájátszásba | Nem jutott be a rájátszásba |

### Kontinentális Kupa
| Szezon  | Második forduló   | Harmadik forduló  | Végső forduló |
| ------- | ----------------- | ----------------- | ------------- |
| 2015–16 | B csoport 2. hely | Nem jutott be     | Nem jutott be |
| 2016–17 | C csoport 2. hely | Nem jutott be     | Nem jutott be |
| 2017–18 | C csoport 1. hely | E csoport 3. hely | Nem jutott be |

## Női szakosztály
2007-ben alakult meg a Miskolci Jegesmedve JSE női szakosztálya Miskolci Démonok néven. A csapat vezetőedzője Mayer Péter és Kiss Zoltán. A 2008/2009-es szezonban indultak először a női jégkorongbajnokságban.

## Jégcsarnok

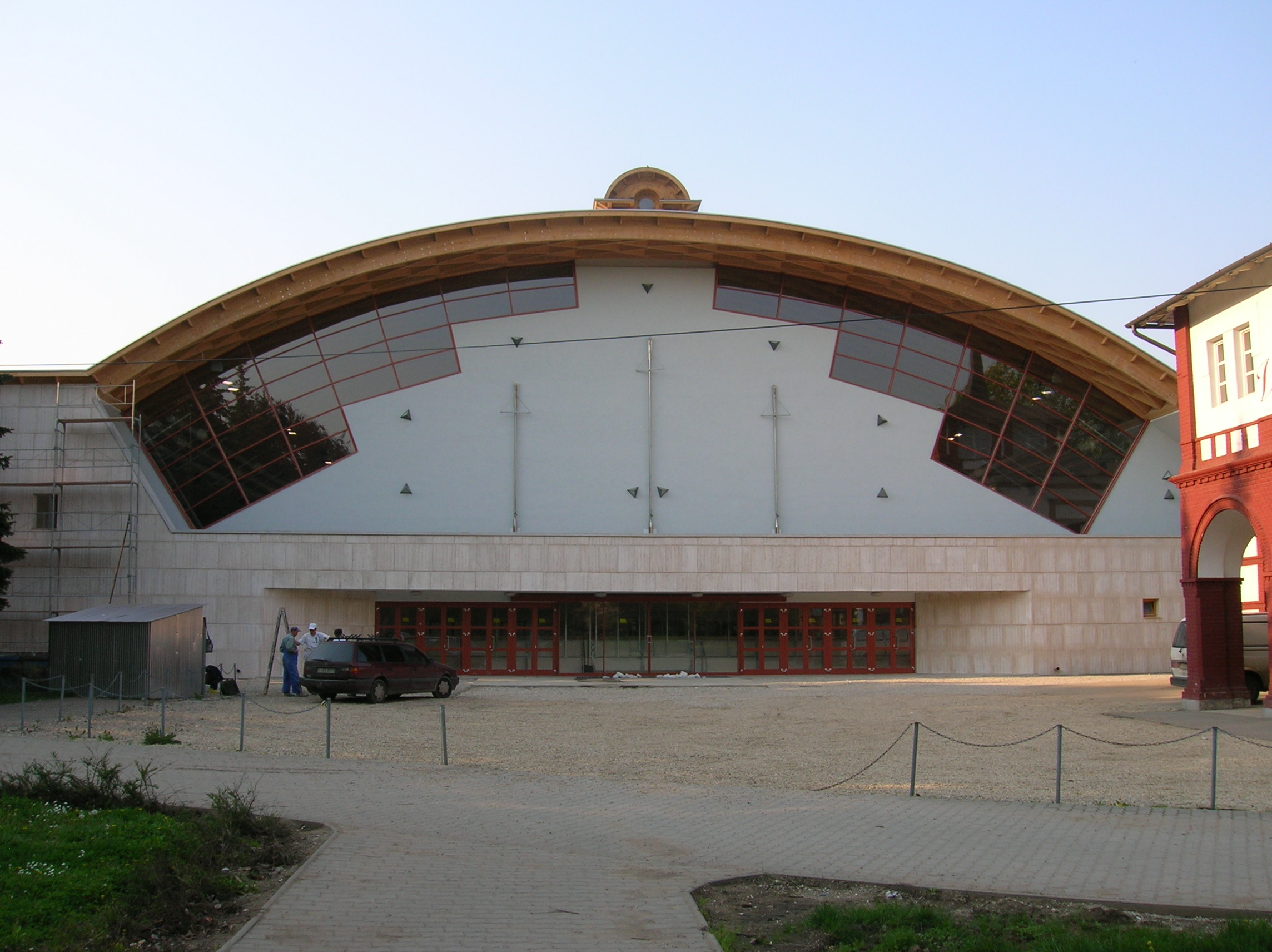
A Jégcsarnok bejárata

A Miskolci Jégcsarnok építése 2006-ban fejeződött be. A minősített nemzetközi versenyek megrendezésére alkalmas fedett jégcsarnok 1800 m² jégfelülete mozgatható padlózat segítségével lefedhető, a multifunkcionális csarnok így egyéb sport- és tömegrendezvények lebonyolítására is alkalmas. A tíz szektorra osztott lelátón 1304 ülőhely van, továbbá a VIP páholy 80 férőhellyel, és további 500 állóhely is rendelkezésre áll. A jégcsarnok teljes kiszolgáló háttérrel rendelkezik (öltözők, technikai helyiségek stb.), és korszerű műszaki berendezésekkel szerelték fel. A mennyezetre függesztett világítási rendszer segítségével egyenletes, 1200–1400 lux értékű megvilágítás érhető el, ami alkalmas tv-közvetítések lebonyolítására.

## Vezetőedzők
- Wintersteiner Ottó, 2004/2005
- Nagy András, 2005/2006
- Jan Faith, 2006. július 25. – 2008. augusztus 26.
- Mayer Péter, 2008. augusztus 26. – 2010. július 7.
- Bob Dever, 2010. július 7. – 2011
- Kjell Greg Lindqvist, 2011 – 2012
- Tim Kehler, 2012 – 2013
- Travis Young, 2013. augusztus – 2013. október 2.
- Mayer Péter, 2013. október 2. – 2013 október 19. (megbízott edző)
- Bob Dever, 2013. október – 2014. március
- Majoross Gergely, 2014. március – 2015. június
- Mayer Péter, 2015. június 18. – 2016. január 2.
- Jason Morgan, 2016. január 2. – 2016. május 28.
- Doug Bradley, 2016. június 5. – 2017
- Mikael Tisell, 2017. június 8. – 2018
- Glen Hanlon, 2018 június 18. – 2019. április 18.
- Marcel Rodman, 2019 április 26.[11] – 2020. január 22.[12]
- Glen Hanlon, 2020 január 23.[13] – 2020 május
- Dave Allison, 2020. július 13.[14] – 2021. január 28.
- Tokaji Viktor, 2021. január 28.[15] – 2023. március 10.
- Steve Kasper, 2023. május 2.[16] – 2024. április 5.[17]
- Láda Balázs, 2024. április 15.[18] –

## Játékoskeret
A DVTK Jegesmedvék Erste Liga játékoskerete (frissítve: 2024. november 4.)
| Kapusok | Kapusok       |
| ------- | ------------- |
| 33      | Tomáš Vošvrda |
| 36      | Praták Dávid  |

| Hátvédek | Hátvédek          |
| -------- | ----------------- |
| 6        | Szirányi Bence    |
| 11       | Alexander Skrabov |
| 18       | Szalay Boldizsár  |
| 26       | Jeremy Masella    |
| 27       | Sánta William     |
| 28       | Šimon Szathmáry   |
| 53       | Vokla Roland      |
| 54       | Vojtkó Mátyás     |

| Csatárok | Csatárok            |
| -------- | ------------------- |
| 13       | Vlagyiszlav Kulesov |
| 21       | Jason Pineo         |
| 23       | Trozsák Ádám        |
| 42       | Roman Berdnikov     |
| 51       | Rétfalvi Kristóf    |
| 63       | Colin Doyle         |
| 71       | Miskolczi Márk      |
| 73       | Csíki Hunor Alpár   |
| 74       | Garet Hunt          |
| 86       | Lövei Dávid         |
| 88       | Farkas Márton       |
| 89       | Ján Blaško          |

| Edzők               |
| ------------------- |
| Láda Balázs         |
| Galanisz Nikandrosz |

## Nézettség
| Szezon  | Átlagos nézőszám | Helyezés a ligában |
| ------- | ---------------- | ------------------ |
| 2011–12 | 1017             | 1.                 |
| 2012–13 | 1139             | 2.                 |
| 2013–14 | 883              | 3.                 |
| 2014–15 | 991              | 3.                 |
| 2015–16 | 1162             | 2.                 |
| 2016–17 | 950              | 3.                 |
| 2022–23 | 933              | 3.                 |
| 2023–24 | 1012             | 4.                 |

## Bajnokcsapatok
A 2014–15-es MOL Liga-szezon győztes csapata:
Kapusok: Bálizs Bence, Duschek Dávid, Gyenes Dávid
Védők: Matt Boyle, Gőz Balázs, Kalvin Sagert, Láda Balázs, Láda Péter, Jesse Dudas, Vojtkó Mátyás, Budai Roland
Csatárok: Hajós Roland, Popovics Patrik, Tyler Metcalfe, Roczanov Dezső, Nagy Krisztián, Szilágyi Levente, Zach Cohen, Ritó László, Becze Tihamér, Tóth Adrián, Keegan Dansereau, Miskolczi Márk, Dósa Krisztián, Fliszár Zalán
Edzők: Majoross Gergely, Mart Eerme
A 2015–16-os MOL Liga-szezon győztes csapata:
Gyenes – Dudas, Sagert, Hajós 1 (3), Booras 1 (2), Somogyi 2 – Smith (1), Clarke, Cseter, Tóth A., Dansereau – Láda B., Vojtkó (1), Pavuk 1, Galanisz (1), Miskolczi – Fekti Á. Ritó, Popovics. Edző: 
Kapusok: 
Védők:
Csatárok:
Edzők: Jason Morgan
A 2016–17-es MOL Liga-szezon győztes csapata:
Kapusok: 
Védők:
Csatárok:
Edzők: Bradely Doug, Glavonjic Nikola